# Mawsynram
Mawsynram ist ein Dorf im Osten Indiens im Bundesstaat Meghalaya.
Das Dorf liegt in den Khasi-Bergen, etwa 65 km südwestlich von Shillong und 15 km westlich der Kleinstadt Cherrapunji.
Es ist bekannt als Ort  mit der weltweit höchsten durchschnittlichen Niederschlagsmenge. Der durchschnittliche Jahresniederschlag beträgt 11.872 Millimeter.